# Superpunk
Superpunk war eine 1996 gegründete Hamburger Band. Die Band entwickelte sich teilweise aus den Fünf Freunden, direkter Vorläufer war das Bruno Ferrari Quintett.
Der Stil von Superpunk ist eine Mischung aus Northern Soul, Punkrock und Garagenrock.

## Mitglieder
Tocotronic-Bassist Jan Müller war Mitbegründer und erster Bassist der Band. Bassist Tim Jürgens wurde später stellvertretender Chefredakteur des Fußballmagazins 11 Freunde. Carsten Friedrichs und Tim Jürgens gründeten später mit anderen Musikern Die Liga der gewöhnlichen Gentlemen.

## Geschichte
Superpunk veröffentlichte fünf Studioalben und ein Livealbum, bevor 2011 mit Oh, dieser Sound! ein Tributsampler erschien, auf dem Interpreten unterschiedlichster Genres Superpunk-Songs coverten. Neben Fettes Brot und Madsen waren u. a. Egotronic, Die Sterne und Andreas Dorau auf der Compilation vertreten.
Am 10. Februar 2012 gab ihre Plattenfirma Tapete Records die Auflösung von Superpunk bekannt, zusammen mit der Ankündigung einer letzten Club-Tour mit sieben Konzerten. Am 25. August spielten Superpunk auf dem Bootboohook-Festival in Hannover ihr letztes Festivalkonzert, am 10. September 2012 ihr letztes Livekonzert im Stadtsaal Wien, ein Überraschungskonzert des Radiosenders FM4.

## Diskografie

### Alben
- 1999: A bisserl was geht immer, Fidel Bastro
- 2001: Wasser Marsch, L’age d’or
- 2004: Einmal Superpunk, Bitte,  L’age d’or
- 2005: Können Sie das groß machen bitte?! (Live-CD + DVD), L’age d’or
- 2008: Why Not?, Tapete Records
- 2010: Die Seele des Menschen unter Superpunk, Tapete Records
- 2011: Oh, dieser Sound! – Stars spielen Superpunk (Tributealbum), Tapete Records
- 2012: A Young Person’s GUIDE to Superpunk (Compilation), Tapete Records

### Singles
- 2001: Neue Zähne für meinen Bruder und mich (CD), L’age d’or
- 2002: Ich bin kein Ignorant, ich bin kein Idiot (CD), L’age d’or
- 2002: Right Back to Where We Started From (Vinyl-Single), L’age d’or, (Cover von Maxine Nightingale)
- 2004: Ich weigere mich, aufzugeben (Vinyl-Single), L’age d’or
- 2005: Bitte verlass mich (CD), L’age d’or
- 2008: Das waren Mods (Vinyl-Single), Tapete Records
- 2008: Gespenster (Split-Vinyl-Single mit Potato Fritz), Fidel Bastro
- 2011: Spielen Andreas + Bernd (Vinyl-Single), Tapete Records (Cover von Andreas Dorau und Bernd Begemann)
- 2012: Neue Zähne für meinen Bruder und mich (Split-Vinyl-Single mit Boy Division), Fidel Bastro

### Kompilationsbeiträge
- „Sauerkraut nicht Sushi“ (Track: „Das ist heute nicht dein Tag“), 1999, L’age d’or
- „Fast Forward Eins“ (Track: „Man kann einen ehrlichen Mann nicht auf seine Knie zwingen“), 2001, V2 Records
- „Operation Pudel 2001“ (Track: „Eine Autobahn im Regen“), 2001, L’age d’or
- „Zehn B“ (Track: „Lehn dich an mich (Mega Mopel Mix)“), 2002, Fidel Bastro
- „Kombilado Spezial“ (Track: „Happy Crossdresser“), 2002, L’age d’or
- „Yubellado/15 Jahre L’age d’or“ (Tracks: „Ich bin kein Ignorant, ich bin kein Idiot (2002)“; „Neue Zähne für meinen Bruder und mich (Wigan Garage Mix)“, 2003), L’age d’or
- „Meet Me At Club 2 – A Benefit Farewell“ (Track: „Right Back Where We Started From“), 2002, Hausmusik
- „Müssen alle mit“ (Track: „Man kann einen ehrlichen Mann nicht auf seine Knie zwingen“), 2003, Tapete Records
- „WIR“ (Track: „Right back to where we started from“), 2003, L’age d’or
- „Immergutrocken 4“ (Track: „Right back to where we started from“), 2003, Grand Hotel van Cleef
- „Aufnahmezustand 2“ (Track: „Neue Zähne für meinen Bruder und mich“), 2003, ZYX Music
- „United Zoo of Waldstock #2“ (Track: „Ich bin kein Ignorant, ich bin kein Idiot“), 2003, Bengasi Records
- „Lado FM 3 Singles Compilation“ (Track: „Ich Mag Den Mann Nicht, Der Ich Bin (Ich-Mag-Ihn-Doch,-Den-Mann-Mix)“), 2004, L’age d’or
- „Müssen alle mit ... Ewig schön“ (Track: „Ich kann nicht nein sagen“), 2004, Tapete Records
- „Pudel Produkte 1“ (Track: „Man kann einen ehrlichen Mann nicht auf seine Knie zwingen“), 2005, Nobistor
- „2001 (Ein Jahr und seine 20 Songs)“ (Track: „Man kann einen ehrlichen Mann nicht auf seine Knie zwingen“), 2005, Süddeutsche-Zeitung-Series
- Buch/CD „I Can’t Relax in Deutschland“, 2005, unterm durchschnitt
- „Come On Soul! #1“ (Track: „Lehn Dich An Mich“), 2005, Légère Recordings
- „Quotenrocker“ (Track: „Kidnapper“), 2005, Tapete Records
- „Strom und Gitarre #2 (Home Is Where The Heart Is)“ (Track: „You Didn`t Have To Be So Nice“), 2006, Popappeal
- „Nazis aus dem Takt bringen (Starke Stimmen gegen Rechts)“ (Track: „Parties In München“), 2009, Motor Music
- „Operation Pudel Zweitausendzehn “ (Track: „Man kann einen ehrlichen Mann nicht auf seine Knie zwingen“ ((Rüftata110 Remix))), 2010, Staatsakt
- „ Dial T for Tapete (10th Anniversary Compilation)“ (Track: „Das Feuerwerk ist vorbei (Single Edit)“), 2012, Tapete Records
- „Fidel Bastro 20/A“ (Track: „Gespenster“), 2013, Fidel Bastro